# Jump That Rock (Whatever You Want)
Jump That Rock (Whatever You Want) è un brano inciso dalla rock band inglese Status Quo insieme alla techno band tedesca Scooter, uscito come singolo nel dicembre del 2008.

## La canzone
Il brano è il frutto dell'incontro tra due band assai diverse tra loro per genere e stile musicale ed è fondato sulla rivisitazione in chiave techno di Whatever You Want, uno dei brani più celebri e ballati della storia del rock, in origine portato al successo dagli Status Quo nel 1979.
Per la incisione di questa rinnovata versione, gli Status Quo registrano di nuovo i cori e le basi strumentali (predominante il sound delle chitarre elettriche) mentre gli Scooter modificano l'impostazione sonora con la tipica cadenza techno distintiva del loro stile.
L'abbinamento, in apparenza stravagante, tra rock e techno (in particolare happy hardcore) ricorda per molti versi il fortunato sodalizio creato negli anni ottanta tra la rock band statunitense Aerosmith ed il gruppo rap Run DMC, grazie al quale la rivisitazione in chiave rap-elettronico del classico rock degli Aerosmith, Walk This Way, divenne uno dei maggiori successi del decennio.
Il brano ottiene un discreto successo commerciale in tutta Europa, ma si ferma al 57º posto delle classifiche inglesi.
Il singolo è stato inserito nella ristampa dell'album degli Scooter Jumping All Over the World, re-intitolato Jumping All Over the World - Whatever You Want, uscito il 3 ottobre del 2008, e poi anche dagli Status Quo nel loro album Pictures: 40 Years of Hits, edito nel novembre del 2008.

## Tracce
1. Jump That Rock (Whatever You Want) (Radio Edit) – 3:23
2. Jump That Rock (Whatever You Want) (The Telecaster Club Mix) – 5:51
3. Jump That Rock (Whatever You Want) (Extended Mix) – 5:08
4. The Hi Hat Song – 4:49

## Formazioni

### Status Quo
- Francis Rossi - chitarra solista, voce
- Rick Parfitt - chitarra ritmica, voce
- Andy Bown - tastiere, chitarra, armonica a bocca, cori
- John 'Rhino' Edwards - basso, voce
- Matt Letley - percussioni

### Scooter
- Hans-Peter Geerdes (H.P. Baxxter) - voce
- Hendrik Stedler (Rick Jordan) - tastiera
- Michael Simon - tastiera